# Dactylolabis rhicnoptiloides
Dactylolabis rhicnoptiloides är en tvåvingeart som först beskrevs av Alexander 1919.  Dactylolabis rhicnoptiloides ingår i släktet Dactylolabis och familjen småharkrankar. Inga underarter finns listade i Catalogue of Life.